# Dieffenbachia lancifolia
Dieffenbachia lancifolia är en kallaväxtart som beskrevs av Jean Jules Linden och Éduard-François André. Dieffenbachia lancifolia ingår i släktet prickbladssläktet, och familjen kallaväxter. Inga underarter finns listade.